# Stazione di Castel di Sangro
Stazione di Castel di Sangro vasútállomás Olaszországban, Castel di Sangro településen.

## Vasútvonalak
Az állomást az alábbi vasútvonalak érintik:
- Sulmona–Carpinone-vasútvonal

## Kapcsolódó állomások
A vasútállomáshoz az alábbi állomások vannak a legközelebb:
- Stazione di San Pietro Avellana-Capracotta
- Stazione di Alfedena-Scontrone
- Stazione di Montalto di Rionero Sannitico
- Stazione di Montenero Valcocchiara